# アブジャ
アブジャ（英語: Abuja）は、ナイジェリアの首都である。

## 概要
1976年に首都を最大都市ラゴスから移転することが決定されたとき、国土のほぼ中央に位置することから、アブジャが選定された。市街地は連邦首都地区の北東部に位置する。市街地中心部分（官庁・オフィス街）のマスタープランは、日本の建築家丹下健三によるものである。アブジャは1991年に正式にナイジェリアの首都となった。
旧首都ラゴスは現在でも経済の中心であり、ほとんどの国が大使館をアブジャに移転した今でも、より大規模な旧大使館を領事館としてラゴスに維持している国が多い。

## 歴史
- 1828年に設立。もともとアブジャという地名の場所は、現在のアブジャの北西に位置したが、スレジャ（英語版）に改称された。

## 地理
ベヌエ川とニジェール川の合流域に存在する。

## 経済
- 西アフリカ諸国経済共同体の本部
- 石油輸出国機構の地域本部

## 都市の区分

### フェーズ1
フェーズ1は5つの行政区に分けられる。
- 中央行政区
- ガルキ行政区
- ウセ行政区
- マイタマ行政区
- アソコロ行政区

### フェーズ2
フェーズ2においても5つの行政区が置かれている。
- カド行政区
- ドゥルミ行政区
- グドゥ行政区
- ウタコ行政区
- ジャビ行政区

### フェーズ3
そしてフェーズ3の行政区は、以下のとおり。
- マブシ行政区
- カタンペ行政区
- ウイェ行政区
- グワリンパ行政区

### 郊外行政区
5つの郊外行政区がある。
- ニャニャ郊外行政区
- カル郊外行政区
- グワグワルダ郊外行政区
- クブワ郊外行政区
- ジュクウォイイ郊外行政区

### 空港道路沿いの衛星居住地のクラスター
空港道路沿いには衛星居住地のクラスターがある。
- ルグベ
- チカ
- クチグウォロ
- ピャカッサ

### そのほかの衛星居住地
ほかの衛星居住地は、
- イドゥ（主要産業地域）
- ンパパ
- カリム
- グワグワ
- デイ=デイ

## 気候
ケッペンの気候区分では、サバナ気候に区分される。
| アブジャの気候                          | アブジャの気候 | アブジャの気候 | アブジャの気候 | アブジャの気候 | アブジャの気候 | アブジャの気候 | アブジャの気候 | アブジャの気候 | アブジャの気候 | アブジャの気候 | アブジャの気候 | アブジャの気候 | アブジャの気候  |
| 月                                      | 1月            | 2月            | 3月            | 4月            | 5月            | 6月            | 7月            | 8月            | 9月            | 10月           | 11月           | 12月           | 年              |
| --------------------------------------- | -------------- | -------------- | -------------- | -------------- | -------------- | -------------- | -------------- | -------------- | -------------- | -------------- | -------------- | -------------- | --------------- |
| 平均最高気温 °C （°F）                  | 34.7 (94.5)    | 36.8 (98.2)    | 36.9 (98.4)    | 35.6 (96.1)    | 32.7 (90.9)    | 30.6 (87.1)    | 29.1 (84.4)    | 28.9 (84)      | 30.0 (86)      | 32.0 (89.6)    | 34.4 (93.9)    | 34.6 (94.3)    | 33.03 (91.45)   |
| 平均最低気温 °C （°F）                  | 20.4 (68.7)    | 25.5 (77.9)    | 24.3 (75.7)    | 24.7 (76.5)    | 19.5 (67.1)    | 18.3 (64.9)    | 21.9 (71.4)    | 17.7 (63.9)    | 17.5 (63.5)    | 21.4 (70.5)    | 15.7 (60.3)    | 15.5 (59.9)    | 20.2 (68.36)    |
| 雨量 mm （inch）                        | 1.7 (0.067)    | 5.4 (0.213)    | 11.3 (0.445)   | 62.8 (2.472)   | 134.1 (5.28)   | 164.2 (6.465)  | 217.5 (8.563)  | 262.7 (10.343) | 253.4 (9.976)  | 103.2 (4.063)  | 3.7 (0.146)    | 1.2 (0.047)    | 1,221.2 (48.08) |
| 平均降雨日数                            | 0.1            | 0.2            | 1.3            | 4.2            | 9.4            | 12.3           | 14.0           | 16.2           | 15.9           | 8.0            | 0.3            | 0.1            | 82              |
| 出典：World Meteorological Organization |                |                |                |                |                |                |                |                |                |                |                |                |                 |

## 交通

### 空港
近郊にンナムディ・アジキウェ国際空港がある。単純にアブジャ国際空港とも呼ばれる。空港の名前はナイジェリア初代大統領ンナムディ・アジキウェから名付けられた。

### 道路
ミニバスやタクシーが市内の交通を担う。

### 鉄道
市内には鉄道などの大量輸送機関はなかったが、中国の企業によって2016年にアブジャ・カドゥナ鉄道、2018年にアブジャ・ライトレールが建設された。

## 教育

### 大学
- African University of Science and Technology
- Baze University
- Nigerian Turkish Nile University
- アブジャ大学（英語版）
- Veritas University
- National Open University of Nigeria
- Nile University

## 姉妹都市
- トロント
- バッファロー

## ギャラリー
- ナイジェリア中央銀行本店（HQ）
- アブジャ市門
- ミレニアム・パーク
- アブジャ国立競技場
- 高さ725mのズマ・ロック